# صاروخ سورا
أشارت التقارير من عام 1994 ان الهند بدأت في تطوير صاروخ بالستى عابر للقارات (InterContinental Ballistic Missile) معروف بأسم "Surya"، ويعتقد أن تصميم الصاروخ مبنى على أساس تكنولوجيا الفضاء المدني من مشروع «مركبة اطلاق السواتل القطبية» (Polar Satellite Launch Vehicle).
مشروع الصاروخ البالستى الهندي العابر للقارات "Surya" لم يؤكد رسمياً من قبل الحكومة الهندية، ولكن إذا كان موجوداً بالفعل، فإنه سوف يكون الصاروخ البالستى العابر للقارات الأول في ترسانتهم. كما أشارت التقارير من عام 2001 بأنه يوجد نسختين من الصاروخ، النسخة الأولى وهي "Surya-1" ويصل مداه إلى 8000 كم، أما النسخة الثانية هي "Surya-2" ويصل مداه إلى 12000 كم. من المتوقع استخدام الصاروخ لنظام محرك من ثلاث مراحل بقوة دفع وقود صلب. من المتوقع إتمام الصاروخ لأول رحلة تجريبية عام 2015.